# Kerry Washington
Kerry Marisa Washington (El Bronx, Nueva York, 31 de enero de 1977) es una actriz, modelo y productora estadounidense, ganadora de un Premio Primetime Emmy así como ha recibido nominaciones en dos ocasiones al Premios Globo de Oro y a los Premios Tony.  En 2014, la revista Time la incluyó entre las 100 personas más influyentes del año y la revista Forbes la nombró la octava mejor pagada actriz en 2018.  Es reconocida por sus papeles en películas como Little Man y Django Unchained y por su interpretación como Olivia Pope en la exitosa serie de televisión Scandal.

## Primeros años
Kerry Marisa Washington nació en el Bronx, ciudad de Nueva York, hija de Valerie, profesora y consultora educativa, y Earl Washington, agente inmobiliario. La familia de su padre es de origen afroamericano y se mudó de Carolina del Sur a Brooklyn. La familia de su madre es de Manhattan, y Washington ha dicho que su madre es "de origen mestizo y de Jamaica, por lo que es en parte inglesa, escocesa y nativa americana, pero también descendiente de africanos esclavizados en el Caribe". A través de su madre, es prima del exsecretario de Estado de los Estados Unidos, Colin Powell.
Formó parte del grupo de adolescentes de Teatro Juvenil, TADA! Youth Theater y asistió a la Escuela Spence en Manhattan desde sus años de preadolescencia hasta que se graduó de la escuela secundaria en 1994. A la edad de 13 años, la llevaron a ver a Nelson Mandela hablar en el Yankee Stadium tras su liberación de prisión. Asistió a la Universidad George Washington y se graduó como Phi Beta Kappa en 1998 con una doble especialización en antropología y sociología. También estudió en Michael Howard Studios en la ciudad de Nueva York.

## Carrera

### 1994–2009: Inicios y primeros papeles
Washington consiguió su primer papel en la película para televisión de la cadena ABC, Make-Over (1994). En 2002, fue coprotagonista junto a Chris Rock en el thriller de espías, Bad Company, una película que representó un punto de inflexión para ella. En la gran pantalla personificó a la esposa de Ray Charles, Della Bea Robinson, en la película biográfica Ray (2004), trabajando junto a Jamie Foxx. También interpretó a Kay Amin en El último rey de Escocia, protagonizada por Forest Whitaker y estrenada en 2006. Es asimismo reconocida por su papel de Alicia Masters en las películas de superhéroes Los 4 Fantásticos (2005) y su secuela de 2007, Los 4 Fantásticos y Silver Surfer. 
En 2007, fue codirectora y apareció en el videoclip del rapero, Common, "I Want You"; además se convierte en imagen de L'Oréal, apareciendo en diferentes anuncios junto con otras actrices como Scarlett Johansson, Eva Longoria, Gong Li, Michelle Yeoh o Doutzen Kroes.

### 2010–2018:Scandaly reconocimiento

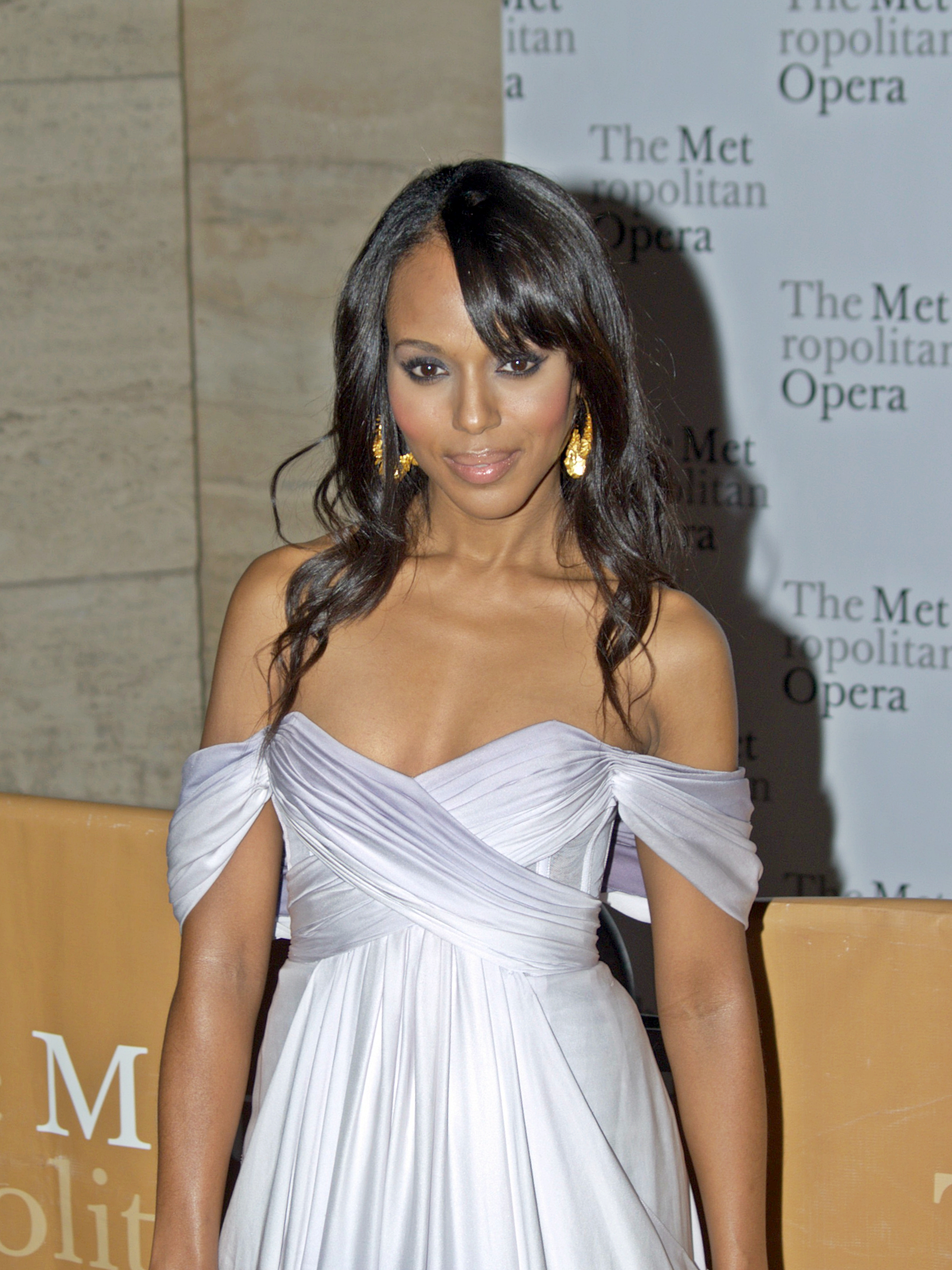
Washington en 2010.

En televisión, protagonizó el papel de Olivia Pope, en la serie Scandal (2012-2018),  emitida por la cadena estadounidense ABC. Papel por la que fue nombrada en 2013, por la revista, TV Guide como Actriz Favorita del año. Por dicho papel, recibió su primera nominación a los premios Primetime Emmy. En 2018, hace su debut como directora, dirigiendo el episodio diez de la séptima temporada de la serie. Además, apareció como actriz invitada, interpretando al mismo personaje, Olivia Pope, en How to Get Away with Murder, como parte de un crossover con Scandal.

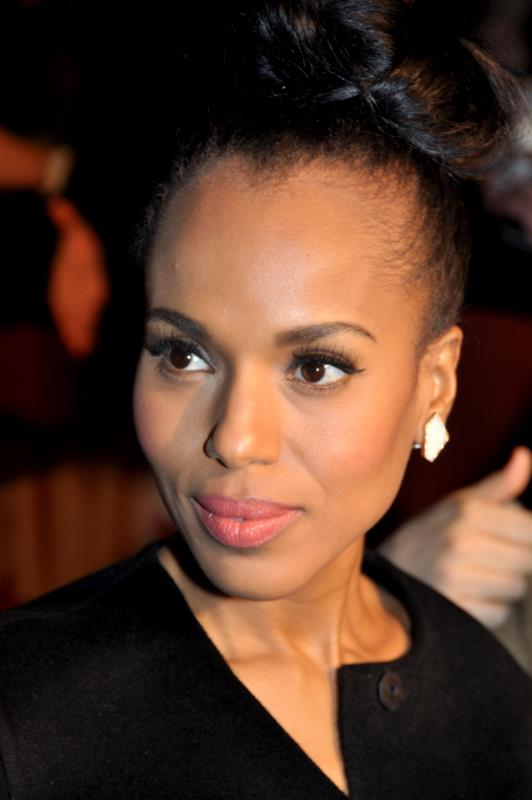
Washington en 2013

A comienzos de 2013 se estrenó Django Unchained, del director Quentin Tarantino, donde Washington da vida a Broomhilda, la esposa del protagonista, nuevamente compartiendo roles con Jamie Foxx. En 2016, protagonizó la película de televisión del director Rick Famuyiwa para HBO, Confirmation. Ese mismo año, Washington lanzó Simpson Street, una productora que tiene un acuerdo general con ABC Studios. En 2017, Washington tuvo un papel de voz en la película de animación: Cars 3.

### 2019–presente: Carrera como directora y productora
En 2019, Washington, dirigió el episodio siete de la segunda temporada de la serie de televisión, SMILF de Showtime. Protagonizó, Live in Front of a Studio Audience en ABC, una recreación de The Jeffersons, interpretando el papel de Helen Willis. El mismo año, repitió su papel en la adaptación cinematográfica de la obra de Broadway: American Son, en  la cual también fue productora ejecutiva, para Netflix.
En 2020, Washington se desempeñó como productora ejecutiva en The Fight, una película documental que gira en torno a las batallas legales que enfrentan los abogados de la ACLU durante la administración Trump, que tuvo su estreno mundial en el Festival de Cine de Sundance el 30 de enero de 2020. Ese mismo año, también fue productora ejecutiva y protagonizó junto a Reese Witherspoon la miniserie de Hulu, Little Fires Everywhere, una adaptación de Little Fires Everywhere, la novela del mismo nombre de Celeste Ng de 2017. Washington dirigió el episodio nueve de la cuarta temporada de Insecure, ese mismo año.
En diciembre de 2020, Washington protagonizó The Prom, dirigida por Ryan Murphy para Netflix, como la Sra. Greene. A partir de 2022, Washington se incorporó en el papel recurrente de la maestra de cuarto grado, la Sra. Peyton, en Los Simpson.

## Filmografía

### Cine
| Cine | Cine                              | Cine                     | Cine                         |
| Año  | Título                            | Papel                    | Director/a                   |
| ---- | --------------------------------- | ------------------------ | ---------------------------- |
| 2000 | Our Song                          | Lanisha Brown            |                              |
| 2000 | 3D                                | Angie                    |                              |
| 2001 | Save the Last Dance               | Chenille Reynolds        |                              |
| 2001 | Lift                              | Niecy                    |                              |
| 2002 | Take the A Train                  | Keisha                   |                              |
| 2002 | Bad Company                       | Julie                    |                              |
| 2003 | The United States of Leland       | Ayesha                   |                              |
| 2003 | The Human Stain                   | Ellie                    |                              |
| 2003 | Sin                               | Kassie                   |                              |
| 2004 | Against the Ropes                 | Renee                    |                              |
| 2004 | She Hate Me                       | Fatima Goodrich          |                              |
| 2004 | Ray                               | Della Bea Robinson       |                              |
| 2005 | Sexual Life                       | Rosalie                  |                              |
| 2005 | Sr. y Sra. Smith                  | Jasmine                  |                              |
| 2005 | Los Cuatro Fantásticos            | Alicia Masters           |                              |
| 2005 | Wait                              | Maggie                   |                              |
| 2006 | Pequeño pero matón                | Vanessa                  |                              |
| 2006 | El último rey de Escocia          | Kay Amin                 |                              |
| 2006 | The Dead Girl                     | Rosetta                  |                              |
| 2007 | I Think I Love My Wife            | Nikki Tru                |                              |
| 2007 | Los 4 Fantásticos y Silver Surfer | Alicia Masters           |                              |
| 2008 | Woman in Burka                    | Kerry                    |                              |
| 2008 | Lakeview Terrace                  | Lisa Mattson             |                              |
| 2008 | Miracle at St. Anna               | Zana Wilder              |                              |
| 2009 | Life Is Hot in Cracktown          | Marybeth                 |                              |
| 2010 | Mother and Child                  | Lucy                     |                              |
| 2012 | A Thousand Words                  | Caroline                 |                              |
| 2013 | Django Unchained                  | Broomhilda Von Schaft    |                              |
| 2017 | Cars 3                            | Natalie Certain (voz)    |                              |
| 2019 | American Son                      | Kendra Ellis-Connor      |                              |
| 2020 | The Prom                          | Ms. Greene               |                              |
| 2022 | The School for Good and Evil      | Profesora Clarissa Dovey |                              |
| 2024 | The Six Triple Eight              | Charity Adams            | También productora ejecutiva |

### Televisión
| Televisión     | Televisión                         | Televisión                         | Televisión                                      |
| Año            | Título                             | Papel                              | Notas                                           |
| -------------- | ---------------------------------- | ---------------------------------- | ----------------------------------------------- |
| 1994           | ABC Afterschool Special            | Heather                            | Episodio: "Magical Make-Over"                   |
| 1996           | Standard Deviants                  | Kerry                              | Serie documental de PBS                         |
| 2001           | Law & Order                        | Allie Lawrence                     | Episodio: "3 Dawg Night"                        |
| 2001           | 100 Centre Street                  | Trina                              | 5 episodios                                     |
| 2004           | Strip Search                       | Mae                                | Película para televisión                        |
| 2005–2006      | Boston Legal                       | Chelina Hall                       | 5 episodios                                     |
| 2008           | Psych                              | Mira Gaffney                       | Episodio: "There's Something About Mira"        |
| 2009–2013      | Project Runway                     | Ella misma (jurado invitada)       | 3 episodios                                     |
| 2010           | Black Panther                      | Princess Shuri / Baker Woman (voz) | Protagonista: 5 episodios                       |
| 2012–2018      | Scandal                            | Olivia Pope                        | Protagonista, serie de TV ABC                   |
| 2013           | Saturday Night Live                | Ella misma (presentadora)          | Episodio:"Kerry Washington/Eminem"              |
| 2016           | Confirmation                       | Anita Hill                         | Película para televisión                        |
| 2018           | How to Get Away with Murder        | Olivia Pope                        | Estrella invitada, 2 episodios                  |
| 2019           | Live in Front of a Studio Audience | Helen Willis                       | Estrella invitada, también productora ejecutiva |
| 2020           | Little Fires Everywhere            | Mia Warren                         | Protagonista, miniserie                         |
| 2022–presente  | The Simpsons                       | Ms. Peyton (voz)                   | Recurrente                                      |
| 2023–2024      | Unprisoned                         | Paige Alexander                    | También productora ejecutiva                    |
| Como directora |                                    |                                    |                                                 |
| 2018           | Scandal                            | Ella misma, 1 episodio             | Episodio: ""The People v. Olivia Pope"          |
| 2019           | SMILF                              | Ella misma, 1 episodio             | Episodio: "Smile More if Lying Fails"           |
| 2020           | Insecure                           | Ella misma, 1 episodio             | Episodio: "Lowkey Trying"                       |

### Teatro
| Teatro | Teatro       | Teatro | Teatro        |
| Año    | Obra         | Papel  | Ref.          |
| ------ | ------------ | ------ | ------------- |
| 2009   | Race         | Susan  | [ 38 ]        |
| 2018   | American Son | Kendra | [ 39 ] [ 40 ] |

## Premios y nominaciones
Premios Globo de Oro
| Año  | Categoría                                                   | Trabajo      | Resultado |
| ---- | ----------------------------------------------------------- | ------------ | --------- |
| 2014 | Mejor actriz de serie de televisión - Drama                 | Scandal      | Nominada  |
| 2016 | Mejor actriz de serie de televisión - Miniserie o telefilme | Confirmation | Nominada  |

Premios del Sindicato de Actores
| Año  | Categoría                                          | Trabajo                 | Resultado |
| ---- | -------------------------------------------------- | ----------------------- | --------- |
| 2005 | Mejor reparto                                      | Ray                     | Nominada  |
| 2014 | Mejor actriz de televisión - Drama                 | Scandal                 | Nominada  |
| 2016 | Mejor actriz de televisión - Miniserie o telefilme | Confirmation            | Nominada  |
| 2020 | Mejor actriz de televisión - Miniserie o telefilme | Little Fires Everywhere | Nominada  |

Premios Primetime Emmy
| Año  | Categoría                                   | Trabajo                                                                  | Resultado |
| ---- | ------------------------------------------- | ------------------------------------------------------------------------ | --------- |
| 2013 | Mejor actriz - Serie dramática              | Scandal                                                                  | Nominada  |
| 2014 | Mejor actriz - Serie dramática              | Scandal                                                                  | Nominada  |
| 2016 | Mejor actriz - Miniserie o telefilme        | Confirmation                                                             | Nominada  |
| 2020 | Mejor actriz - Miniserie o telefilme        | Little Fires Everywhere                                                  | Nominada  |
| 2020 | Mejor miniserie (como productora ejecutiva) | Little Fires Everywhere                                                  | Nominada  |
| 2020 | Mejor especial de variedad (en vivo)        | Live in Front of A Studio Audience: "All in the Family" and "Good Times" | Ganadora  |